# Karl von Jacubezky
Karl August von Jacubezky (* 6. August 1845 in München; † 3. Dezember 1909) war ein deutscher Jurist, Oberregierungsrat, Senatspräsident am Bayerischen Obersten Landesgericht und war neben Gottlieb Planck der führende Kopf der zweiten Kommission zur Ausarbeitung des Bürgerlichen Gesetzbuches.

## Leben
Karl Jacubezky wurde am 6. August 1845 in München geboren. Vom Sommersemester 1864 bis zum Sommersemester 1867 studierte er das Recht an der Ludwig-Maximilians-Universität München. Er besuchte dort Vorlesungen bei den führenden Rechtsprofessoren seiner Zeit (u. a. bei Bernhard Windscheid, Paul Rudolf von Roth, Joseph von Pözl und Konrad Maurer). Seit dem Studium war er Mitglied der Studentenverbindung Akademischer Gesangverein München im SV.
HIm Staatskonkurs vom 27. März und 2. November 1870 erreichte Jacubezky in allen Fächern die Note eins. Nach einer kurzen Tätigkeit als Rechtsanwalt und Hilfsarbeiter im Staatsministerium der Justiz wird er ab dem 1. September 1874 Assessor am Stadtgericht München links der Isar. Zum 1. Februar 1877 wird er zur Vorbereitung der Ausführungsgesetze zur Reichscivilprozess- und Konkursordnung ins Staatsministerium der Justiz einberufen; er erlangt am 20. März 1889 den Rang und Titel eines Oberregierungsrats. In diesem Rang nimmt er an den Beratungen des zweiten Entwurfs eines Bürgerlichen Gesetzbuches in Berlin teil. Bereits am 1. Juli 1892 wird Jacubezky Ministerialrat „außer dem Status“ im Justizministerium. In der Kommission setzte er sich mit zahlreichen Anträgen zur Änderung des ersten Entwurfs durch und erlangte so großen Einfluss auf die spätere Fassung des Bürgerlichen Gesetzbuches. Im August 1896 kehrt Jacubezky aus Berlin ins Münchener Justizministerium zurück und wird am 1. Oktober 1897 Senatspräsident am Obersten Landesgericht, bleibt aber noch eine Zeit lang im Ministerium, um an der Ausführungsgesetzgebung des Bürgerlichen Gesetzbuches zu arbeiten. Jacubezky erhielt für sein Werk zahlreiche Auszeichnungen. Mit dem Ritterkreuz des Königlichen Verdienstordens der Bayrischen Krone vom 27. Dezember 1895 war der persönliche Adel verbunden. Die Würzburger Staatswissenschaftliche Fakultät promovierte ihn zum Dr. iur. utr. h. c. und Jacubezky wird kurz vor seinem Tode noch wegen seiner „Verdienste um die Rechtswissenschaft“ Ehrenmitglied der Juristischen Gesellschaft Berlin anlässlich ihrer 50-Jahr-Feier. Im Alter von 64 Jahren verstarb Jacubezky am 3. Dezember 1909.

## Nachlass
Sein Nachlass befindet sich im Stadtarchiv der Stadt München.